# Urota conjuncta
Urota conjuncta är en fjärilsart som beskrevs av Eugène Louis Bouvier 1930. Urota conjuncta ingår i släktet Urota och familjen påfågelsspinnare. Inga underarter finns listade i Catalogue of Life.